# Port lotniczy Kolda Północna
Port lotniczy Kolda Północna (IATA: KDA, ICAO: GODK) – port lotniczy położony w Koldzie, w Senegalu.

## Kierunki lotów i linie lotnicze
| Linia Lotnicza | Kierunek       |
| -------------- | -------------- |
| Transair       | 1. Dakar-Diass |